# Саад Аль-Хуті
Саад Аль-Хуті (араб. سعد الحوطي; нар. 24 травня 1954) — кувейтський футболіст, що грав на позиції півзахисника за клуб «Аль-Кувейт», а також національну збірну Кувейту, у складі якої був володарем кубка Азії 1980 року та учасником чемпіонату світу 1982 року.

## Клубна кар'єра
У дорослому футболі дебютував 1975 року виступами за команду клубу «Аль-Кувейт», кольори якої і захищав протягом усієї своєї кар'єри гравця, що тривала дванадцять років.

## Виступи за збірну
1977 року дебютував в офіційних матчах у складі національної збірної Кувейту.
1980 року став володарем домашнього для катарців кубка Азії 1980 року, а також був учасником футбольного турніру Олімпійських ігор 1980 року, де азійська команда подолала груповий етап, проте у чвертьфіналі мінімально з рахунком 1:2 поступилася господарям турніру, збірній СРСР.
За два роки, у 1982, був капітаном кувейтської команди на чемпіонаті світу 1982 року в Іспанії.

## Титули і досягнення
- Володар Кубка Азії: 1980
- Срібний призер Кубка Азії: 1976